# Nikon F5

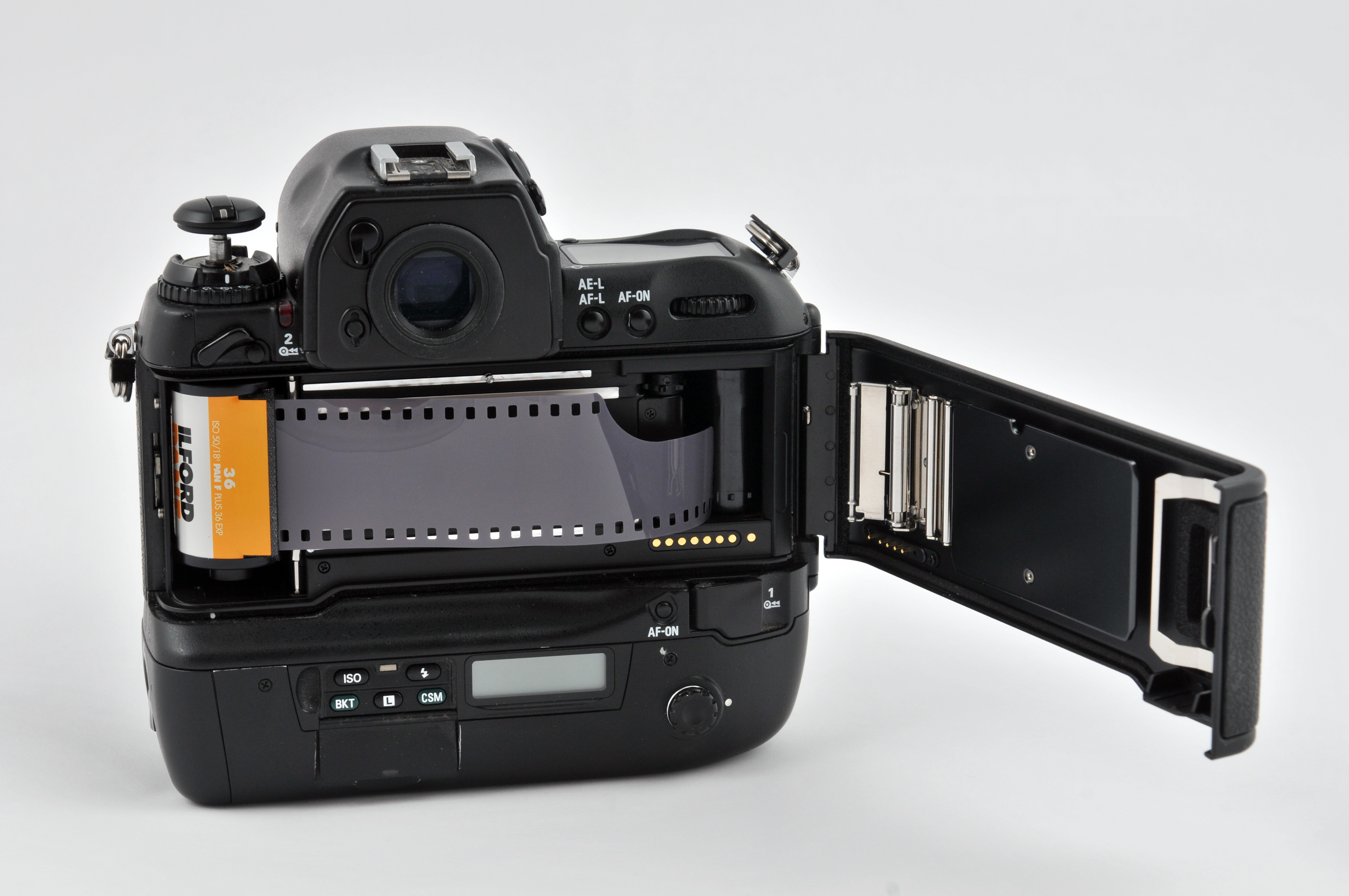
Ansicht von hinten mit eingelegtem Film

Die Nikon F5 ist eine für professionelle Anwendung konstruierte Kleinbild-Spiegelreflexkamera des japanischen Herstellers Nikon. Sie ist die fünfte Kamera der Nikon-F-Serie und wurde 1996 als Nachfolgerin der Nikon F4 eingeführt. Es ist die letzte Nikon-SLR mit Wechselsucher. Nachfolgerin wurde 2004 die Nikon F6. Die F5 gilt als beste Analogkamera aller Zeiten. Gehäuse und Lichtschacht wurden aus Titan gefertigt; trotzdem ist die F5 schwerer als alle Konkurrenzmodelle. Die Kamera kostete bei Markteinführung ohne Objektiv 4.800 DM.

## Die Kamera
Im Gegensatz zu ihrer Vorgängerin F4 wurde die F5 nur in einer Gehäusevariante angeboten. Bei der F5 wurde (erstmals bei Nikon) das Batteriefach ins Kameragehäuse integriert. Es bietet Platz für 8 AA-Mignonzellen bzw. für den Ni-MH-Pack MN-30, der bei voller Ladung eine Bildfolge von bis zu 8 B/s ermöglicht. Der Filmtransport erfolgt ausschließlich motorisch, wobei für den Rücktransport zusätzlich noch eine Rückspulkurbel existiert. Das Gehäuse besitzt einen zusätzlichen Hochformatauslöser, der im Batteriehandgriff integriert ist.
Eines der wesentlichen Highlights der F5 ist die 3D-Color-Matrix-Messung, die hiermit erstmals in einer Spiegelreflexkamera realisiert wurde. Das System basiert auf einem RGB-CCD mit 1005 Pixeln, der Farben „erkennen“ kann. Da jeder Pixel des Sensors über einen roten (R), grünen (G) und blauen (B) Filter verfügt, analysiert der Sensor nicht nur Helligkeit und Kontrast einer Szene, sondern auch deren Farbe und ist damit in der Lage, eine genauere Belichtungsmessung durchzuführen.
Die 3D-Color-Matrix-Messung der F5 funktioniert mit jedem AF-Objektiv, das seit 1986 gebaut wurde.
Der Verschluss der F5 wurde für min. 150.000 Auslösungen konstruiert. Er wird permanent durch den Nikon-Verschlussmonitor überwacht und beinhaltet eine eingebaute Selbstjustagefunktion.

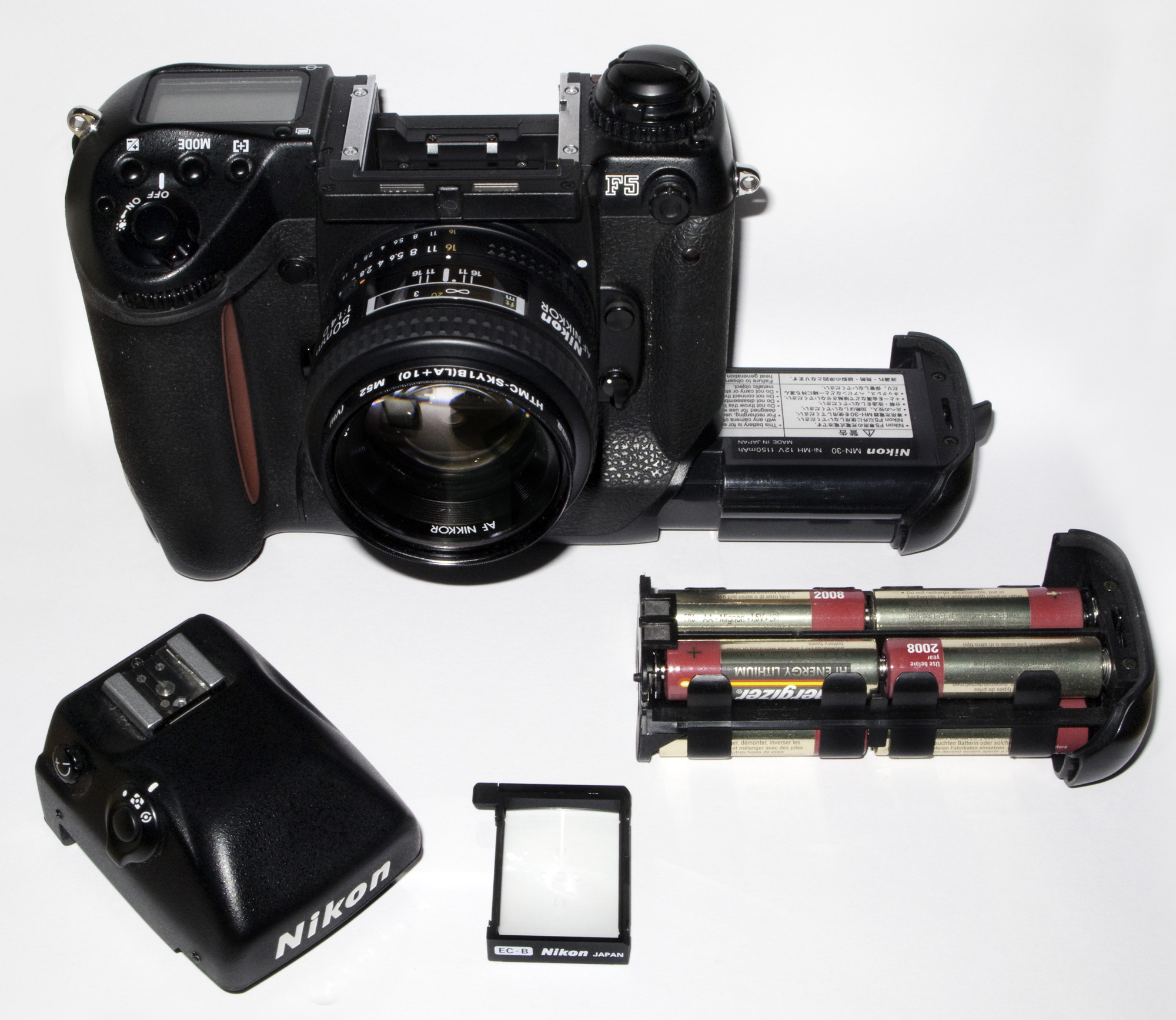
Nikon F5: Baukasten

## Zubehör

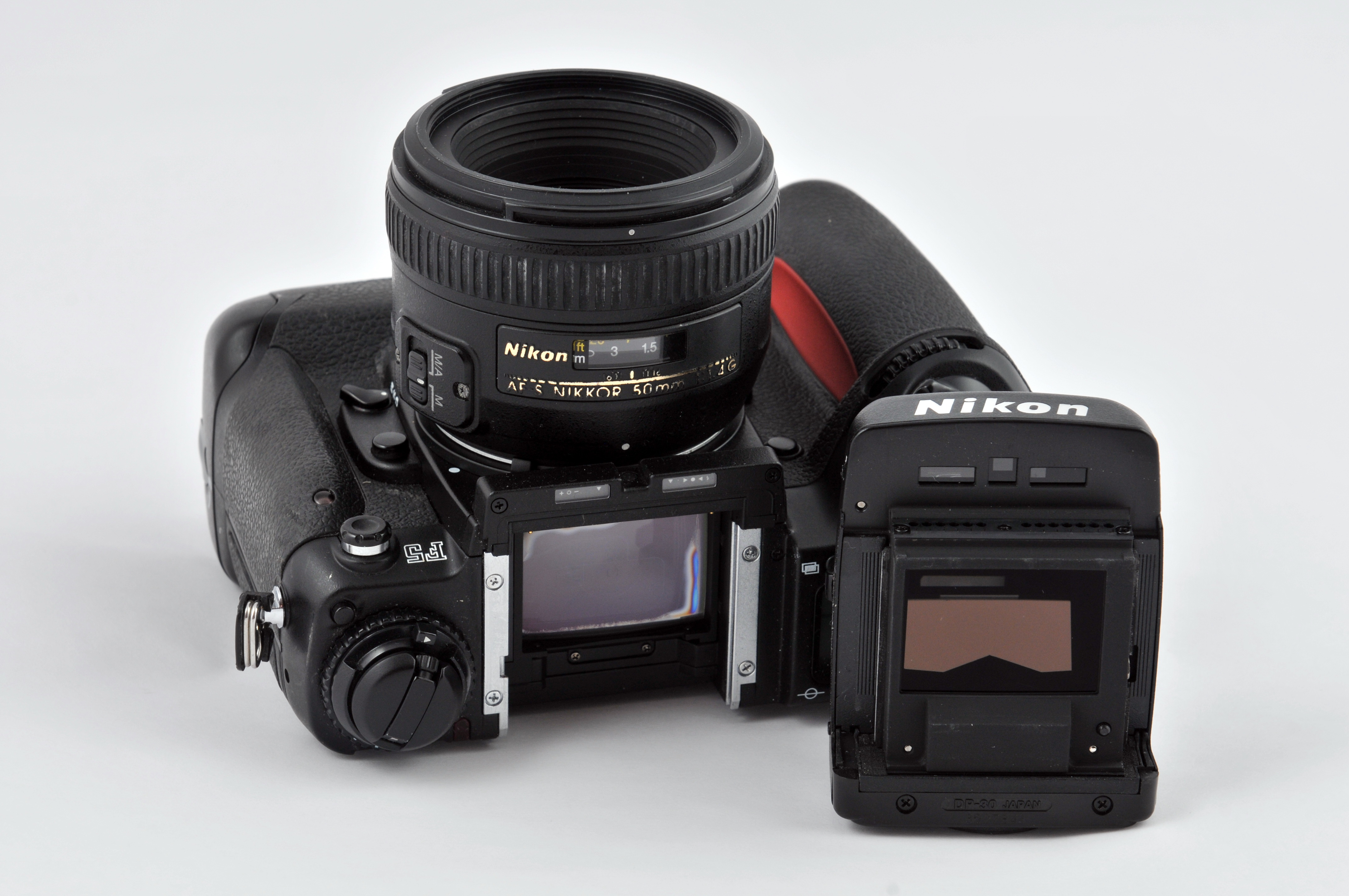
Wechselsucher

### Wechselsucher
Die F5 ist die letzte Nikon aus der F-Serie mit Wechselsuchern.

#### Standard-Messsucher DP-30
Serienmäßig wurde die F5 mit dem Standard-Messsucher DP-30 ausgeliefert, der auch als Zubehör erhältlich war. Nur er unterstützt alle Belichtungsmessmethoden der F5, einschließlich der 3D-Matrixmessung. Es handelt sich um einen äußerst robusten High-Eyepoint-Sucher mit 22 mm Betrachtungsabstand, der auch für Brillenträger geeignet und aus Titan gefertigt ist.

#### Sportsucher DA-30
Der Sport- oder Actionsucher der F5 trägt die Typenbezeichnung DA-30. Wie seine Vorgängermodelle an F2, F3 und F4 ist auch er für Situationen gedacht, in denen der Fotograf z. B. durch eine Schutzbrille oder ein Unterwassergehäuse auf einen größeren Betrachtungsabstand angewiesen ist. Der Sportsucher unterstützt nur die „normale“ Matrixmessung, die Integral- und Spotmessung.

#### Lichtschachtsucher DW-30
Der Lichtschachtsucher der F5 trägt die Typenbezeichnung DW-30. Er hat eine aufklappbare Fünffach-Lupe zur vergrößerten Betrachtung der Bildmitte. Konstruktionsbedingt ist das Sucherbild auch hier spiegelverkehrt. Mit ihm ist nur Spotmessung möglich.

#### Lupensucher DW-31
Der Sechsfach-Lupensucher DW-31 ähnelt seinen Vorgängermodellen an F2, F3 und F4. Er hat eine ergonomische Augenmuschel und vergrößert das gesamte Sucherbild, allerdings spiegelverkehrt. Mit ihm ist nur Spotmessung möglich.

### Rückwände

#### Multifunktionsrückwand MF-28
Die als Zubehör lieferbare Multifunktionsrückwand MF-28 gestattet die Dateneinbelichtung ins Bild (7 Segmente, 6 Stellen: Datum, Uhrzeit, Filmnummer, laufende Nummer oder feste Nummer) bzw. auf den Filmsteg (alphanumerisch, 22 Stellen, Datum, Uhrzeit, Filmnummer, Verschlusszeit und Blende, Streuwert bei Belichtungsreihen bzw. Bildbeschriftung mit bis zu 18 Stellen/Jahr).
Die MF-28 bietet darüber hinaus Intervallfunktion, Langzeitbelichtungsfunktion, Belichtungsreihen sowie eine Schärfefalle-Funktion.

#### Datenrückwand MF-27
Zur Einbelichtung des Datums und der Uhrzeit in jedes Filmfeld.

### Einstellscheiben
Für die F5 wurden 13 auswechselbare Einstellscheiben angeboten. Standardmäßig wurde sie mit der Einstellscheibe Typ EC-B ausgeliefert. Die Einstellscheiben können leicht von oben gewechselt werden, wenn der Sucher abgenommen ist. Die Typenbezeichnungen entsprechen denen der älteren Generationen F/F2, F3, F4, deren Einstellscheiben aber untereinander nicht kompatibel sind.
- Typ EC-B: Feinmattscheibe mit vorwählbaren AF-Messfeldern, als Universalscheibe geeignet, Standard.
- Typ EC-E: Feinmattscheibe mit vorwählbaren AF-Messfeldern und Gitternetzlinien, als Universalscheibe geeignet, Gitterlinien wie bei Typ E.

Auf allen anderen Zubehörscheiben wird das vorgewählte AF-Messfeld nicht hervorgehoben, es bleibt grau. Der Benutzer muss sich allein an den entsprechend aufleuchtenden Pfeilen des Suchers orientieren.
- Typ B: Fresnelmattscheibe, wie Typ EC-B, jedoch ohne anwählbare AF-Messfelder, mit 12-mm-Kreis.
- Typ U ist ähnlich Typ B, speziell für die Verwendung mit Telebrennweiten ab 200 mm.
- Typ C erzeugt ein Luftbild und hat in der Mitte ein Fadenkreuz mit 5-mm-Klarfleck. Diese Spezialscheibe ist für die Astro- und Mikrofotografie gedacht.
- Typ M ist eine Fresnelscheibe mit klarer Mitte und Fadenkreuz über das ganze Sucherbild mit Millimetereinteilung. Sie ist besonders hell und speziell für die Makrofotografie ab Maßstab 1:1 geeignet.
- Typ E entspricht dem Typ EC-E, hat jedoch keine anwählbaren AF-Felder. Gittermuster sind hilfreich für die Architekturfotografie und andere Aufgaben, wo es auf die genaue Kameraausrichtung ankommt. Auch in der allgemeinen Fotografie erleichtert sie die Bildkomposition. Daher ist die „Gitterscheibe“ eines der am häufigsten benötigten Wechselscheiben. Viele Fotografen verwenden den Typ E oder EC-E als Standardscheibe anstelle von Typ EC-B.
- Typ J ist wie Typ A eine der ersten Einstellscheiben von Nikon. Anstelle des Schnittbildindikators befindet sich hier ein Mikroprismenfeld.
- Typ A ist eine Fresnellinse mit Schnittbildindikator zur manuellen Scharfstellung. Es ist im Prinzip die erste Einstellscheibe der alten Nikon F.
- Typ L entspricht dem Typ A, wobei die Trennlinie des Schnittbildindikators nicht waagerecht, sondern diagonal verläuft. Zusätzlich hat die L-Scheibe der F5 ein Fadenkreuz.
- Typ G ist eine sehr helle klare Scheibe, mit der man aber nicht scharfstellen kann. Dazu befindet sich in der Mitte ein Mikroprismenfeld. Eine Schärfentiefenkontrolle ist mit dieser Scheibe nicht möglich. Dieser Typ unterteilt sich in
  - G1 für Fisheyeobjektive
  - G2 für Brennweiten zwischen 24 und 200 mm
  - G3 für 200–600 mm
  - G4 ab 600 mm.

### Spannungsquellen

#### Batteriemagazin MS-30
Das serienmäßige Batteriemagazin MS-30 nimmt 8 Alkali- oder Lithiumbatterien des Typs AA auf.

#### Akkupack MN-30
Höchste Leistung und Schnelligkeit bietet Ni-MH-Akkupack MN-30. Die Serienbildgeschwindigkeit steigert sich mit dem Akkupack bei CH ca. 8 B/s, bei CL ca. 3 B/s, bei CS ca. 1 B/s (jeweils mit NiMH-Akku MN-30); mit Alkali-Mignonzellen werden ca. 7,4 B/s in CH, 3 B/s in CL und 1 B/s in CS erreicht. Der Akku wird über das Ladegerät MH-30 geladen.
Da die Akkupacks inzwischen in die Jahre gekommen sind, sind häufig die Akkus defekt. Ein Austausch der Akkus ist möglich, jedoch muss dafür das Akkupack vorsichtig aufgeschnitten und die Akkus gegen 10 der eher seltenen 4/5-AA-Ni-MH-Akkus getauscht werden. Diese müssen entweder von Akkureparaturstellen entsprechend ihrer Position mit Lötfahnen konfektioniert werden oder man nimmt solche mit Lötfahnen und lötet sie selber ein, was durch die enge Bauweise des Akkupacks schwierig ist.

#### Externer Stromversorgungs-Pack MC-32
Das Anschlusskabel MC-32 mit zwei Bananensteckern dient zum Anschluss externer 12-V-Spannungsquellen an die F5.

### PC- bzw. Mac-Verbindungskabel MC-33 / MC-34
Die F5 ermöglicht über das MC-33- bzw. MC-34-Verbindungskabel die Kommunikation mit einem Computer. Über die Software Nikon Photo Manager (AC-1ME) können Kamerafunktionen verändert und die Aufnahmedaten der zuletzt belichteten Filme heruntergeladen werden.

### Objektive
Folgende Objektive können mit der Kamera genutzt bzw. nicht genutzt werden:
- AF-, AF-D-, AF-S- und AF-G-Objektive sind ohne Einschränkungen verwendbar.
- Mit Ai-P-Objektiven geht nur der Autofokus nicht, die CPU unterstützt ansonsten alle Kamerafunktionen;
- Auf Ai umgebaute, originale Ai-, Ai-S-, Serie-E- und F3AF-Objektive ermöglichen keine Blenden- und Programmautomatik und keinen Autofokus (bei Lichtstärke 1:5,6 und höher manuelle Einstellhilfe). Nach Eingabe der Objektivdaten können sie ansonsten wie CPU-Objektive verwendet werden (Color-Matrixmessung und Anzeige der Blendenstufe);
- Non-Ai-Objektive können nicht angesetzt werden.
- DX-Nikkor-Objektive können nicht sinnvoll verwendet werden.

## Varianten

### Sondermodell „50 Jahre Nikon“
1998 wurde ein limitiertes Sondermodell der F5 in einer Auflage von 3000 Stück auf den Markt gebracht. Diese Version unterscheidet sich nur optisch von der Serien-F5, mit silbernen Topkappen, dunkelgrauem Griffgummi und dem Nikon-Schriftzug auf dem Sucher, der bei der Nikon I verwendet wurde.

### NASA-Version
In nahezu unveränderter Ausführung wurde die F5 bis 2005 in den NASA-Spaceshuttles eingesetzt.

### Basis für Kodak-DCS-Digitalkameras
Kodak verwendete die F5 als Basis für die professionellen Digitalkameras DCS620 und DCS660 (1999), DCS620X (2000), DCS760 und DCS720X (2001). Diese DCS-Modelle vereinigen eine geringfügig modifizierte F5 mit 2- bzw. 6-Megapixel-CCD-Chips, einem Display auf der Kamerarückseite, zwei Speicherkarten-Schächten (PC-Card Type I, II und III) sowie der für die Digitalfotografie nötigen Elektronik. Die Kodak DCS 660 kostete bei Einführung knapp 30.000 US-$.

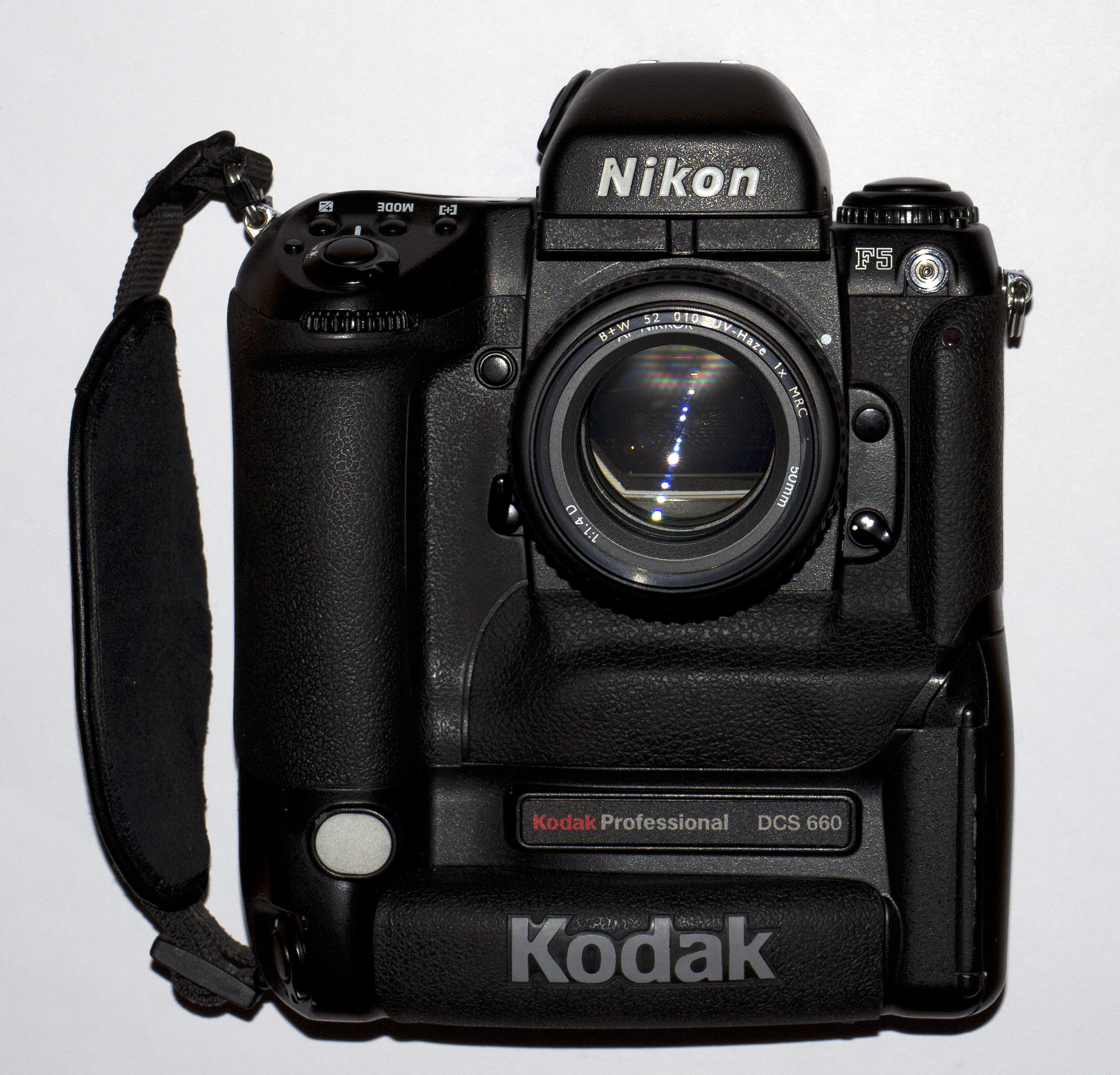
Kodak DCS660 auf Basis der Nikon F5 (1999)
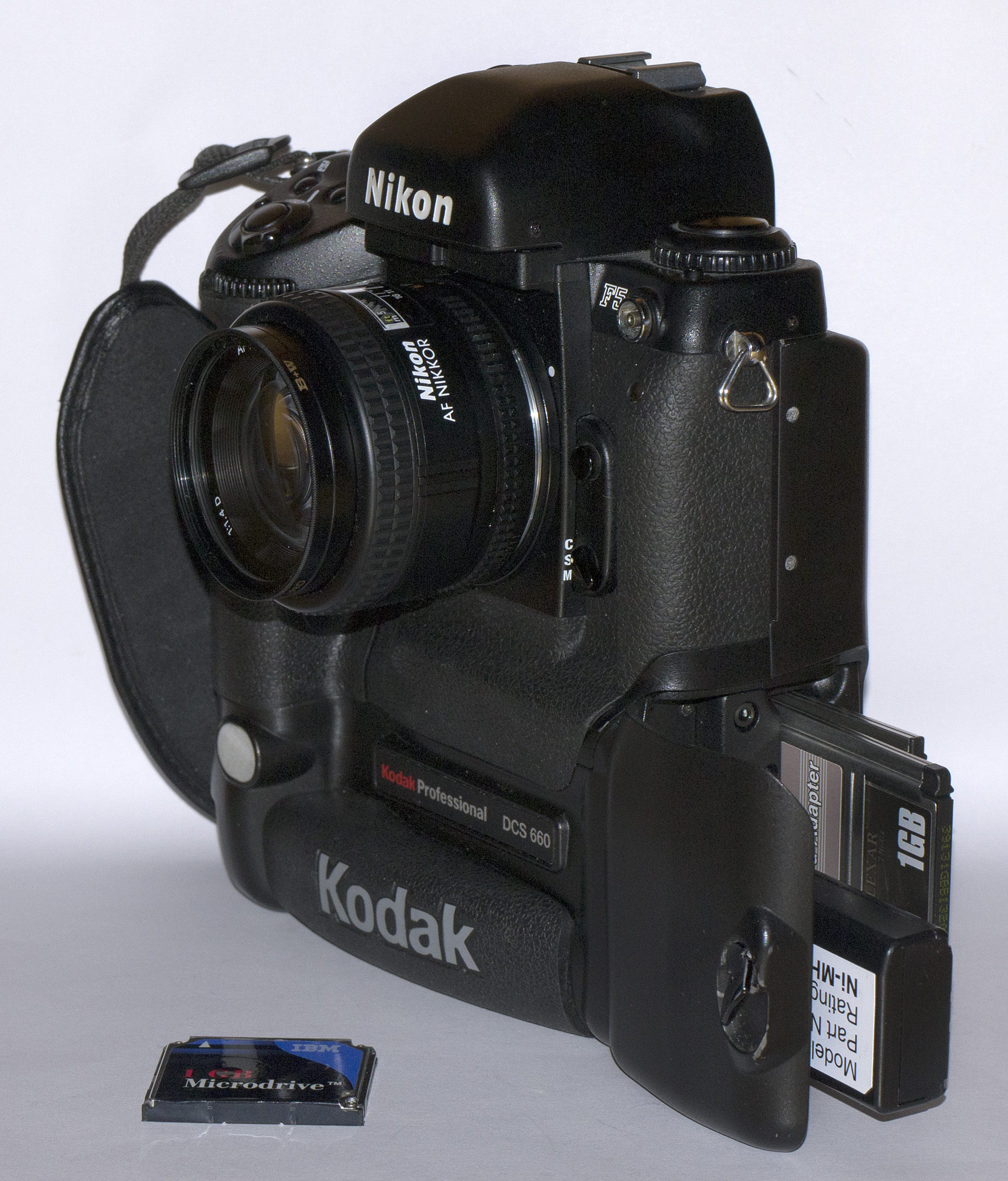
Kodak DCS660 mit Speicherkarten und Akku (1999)
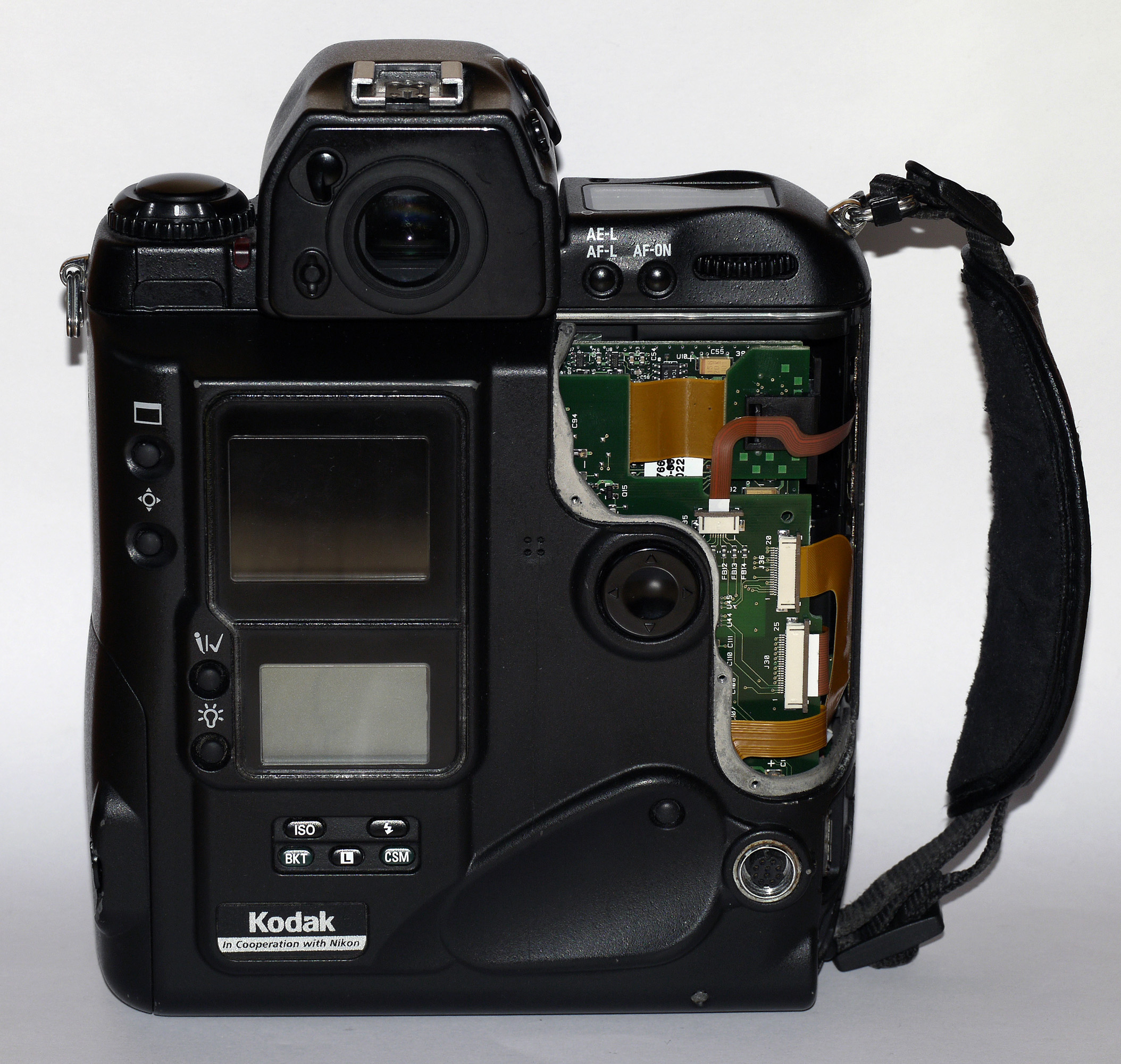
Kodak DCS660 mit Einblick von hinten (1999)